# Dekanat Rzeszów Fara
Dekanat Rzeszów Fara – dekanat diecezji rzeszowskiej składający się z 8 parafii i 1 rektoratu.

## Historia
Dekanat został utworzony 21 września 2004 roku dekretem bpa Kazimierza Górnego. W skład dekanatu weszły parafie z terytorium zniesionych dekanatów: Rzeszów I i Rzeszów II. Pierwszym dziekanem został ks. Tadeusz Wyskiel.

## Parafie
- Rzeszów – św. Huberta
- Rzeszów – Bożego Ciała
- Rzeszów – Chrystusa Króla
- Rzeszów – Matki Bożej Różańcowej
- Rzeszów – Podwyższenia Krzyża Świętego
- Rzeszów – św. Wojciecha i Stanisława (Fara)
- Rzeszów – Świętego Krzyża
- Rzeszów – Wniebowzięcia Najświętszej Maryi Panny (OO. Bernardyni)
- Rzeszów – Rektorat Świętej Trójcy[5].